# Perttu Kivilaakso
 (décembre 2023).
Si vous disposez d'ouvrages ou d'articles de référence ou si vous connaissez des sites web de qualité traitant du thème abordé ici, merci de compléter l'article en donnant les références utiles à sa vérifiabilité et en les liant à la section « Notes et références ».
Perttu Kivilaakso, né le 11 mai 1978 à Helsinki, est un violoncelliste finlandais, membre du groupe Apocalyptica. En plus de jouer avec ce dernier, Perttu est membre de l'orchestre philharmonique d'Helsinki.

## Biographie
Perttu joue du violoncelle depuis l'âge de 5 ans, cette passion lui a été transmise par son père qui est également violoncelliste. Il a étudié à l'Académie Sibelius d'Helsinki tout comme Eicca Toppinen et Paavo Lötjönen. Kivilaakso a reçu le troisième prix lors de la deuxième Compétition de Violoncelle Paulo Internationale, tenue à Helsinki en 1996 quand il avait tout juste 18 ans. Peu après, il reçoit une place à vie dans l'Orchestre philharmonique d'Helsinki, aux côtés de son père, Juhani. Cependant il quitte momentanément l'orchestre lorsqu'il part en tournée avec Apocalyptica. 
Il rejoint Apocalyptica en 1999 après le départ d'Antero Manninen alors que le groupe commence l'enregistrement du troisième album Cult. Il joue avec un violoncelle "Luis et Clark" fabriqué en 2004 et un violoncelle allemand du XIXe siècle.

## Discographie
- Albums avec Apocalyptica
  - Cult (2000)
  - Cult Special Edition (2001)
  - Best of Apocalyptica (2002)
  - Reflections (2003)
  - Reflections Revised (2003)
  - Apocalyptica (2005)
  - Amplified: A Decade of Reinventing the Cello (2006)
  - Worlds Collide (2007)
  - 7th Symphony (2010)
  - Psalm (2013)
  - Shadowmaker (2015)
- Ses compositions
  - Max Payne 2: The Fall of Max Payne (2003)
  - MAG: S.V.E.R. (Original Soundtrack from the Video Game) (2010) avec Mikko Sirén [1]

## Citations
- « Certains pensent qu’Apocalyptica est un Boys-band, d’autres aiment simplement notre musique. »
- « Nous ne sommes pas nus en concert, nous pourrions, mais les autorités du pays ne nous autoriseraient pas à jouer ainsi je pense… »